# Homer Alone
Homer Alone, llamado Homer solo en España y Homero se queda solo en Latinoamérica, es un capítulo perteneciente a la tercera temporada de la serie animada Los Simpson, emitido originalmente el 6 de febrero de 1992. El episodio fue escrito por David M. Stern y dirigido por Mark Kirkland.

## Sinopsis
Todo comienza cuando Marge, después de haber sido arrestada por interrumpir el tránsito en el puente de Springfield tras haber sufrido un colapso nervioso mientras conducía, decide tomarse unas vacaciones. Como lugar de destino elige el "Rancho Relaxo", una especie de spa en donde podría relajarse y comenzar a sentirse mejor.
Mientras que se va de vacaciones, deja a Maggie en la casa a cargo de Homer, y a Bart y a Lisa en el departamento de sus tías Selma y Patty. Homer, quien no sabe muy bien como controlar a su bebé, llama a Barney para que lo ayude. Sin embargo, se da cuenta de que Marge es indispensable para ayudarlo a criar a Maggie. 
Lisa y Bart, mientras tanto, sufren en el departamento de sus tías, ya que ellas roncaban y eran muy molestas; comían cosas como emparedados de lengua y agua de soya... nada atractivo para los niños. Marge, en el "Rancho Relaxo", se sentía tranquila y realizaba cosas como sumergirse en bañeras de barro, recibir masajes, etc. 
Maggie, en su casa, comienza a extrañar mucho a su madre, ya que Homer no era un padre muy bueno. Una noche, decide salir a buscarla, escapando por la ventana. La bebé va a todos los sitios en donde iba con su madre, además de ir con personas u objetos que tenían el cabello largo y azul, al igual que Marge. Igual, obviamente, no logra encontrarla.
Homer, mientras tanto, comienza una búsqueda desesperada. Cuando no la encuentra en ningún lugar de la casa, decide llamar a bebés perdidos. Un minuto después, Marge llama por teléfono a su casa y le dice a Homer que regresaría dentro de una hora. Cuando Homer está al borde del colapso de desesperación, aparece el jefe Wiggum en la puerta de su casa y le anuncia que ha encontrado a Maggie en la azotea de una heladería, en donde había ido confundiendo uno de los grandes helados de plástico azules del techo con el cabello de Marge. 
Más tarde, ya con Maggie en sus brazos, Homer recoge a los niños del departamento de Patty y Selma (quienes están muy felices de irse de allí) y todos recogen a Marge en la estación de trenes, diciéndole que no se vuelva a ir nunca más. En el final del capítulo, Homer, Bart y Lisa prometen tratar un poco mejor a Marge.